# Събор на Светите Апостоли (Турековац)
„Събор на Светите Апостоли“ (на сръбски: Црква Сабор светих апостола) е възрожденска православна църква в село Турековац, разположено в Източна Сърбия. Църквата е част от Нишката епархия на Сръбската православна църква и е енорийски храм на селото.

## История
Църквата е дело на видния български дебърски майстор строител Андрей Дамянов и е изградена в 1845 година. Иконите в храма са дело на представители на Самоковската художествена школа, както и на видния дебърски майстор Георги Зографски от 1904 година.
- Общ изглед отблизо на църквата
- Иконостасът
- Фреска на Света Петка в църквата
- Фрески на Свети Архангел Михаил и Свети Василий Острожки